# Futurology
Albums de Manic Street Preachers
Rewind the Film
(2013)
Singles
1. Walk Me to the Bridge
Sortie : 28 avril 2014

Futurology est le douzième album studio du groupe gallois de rock alternatif Manic Street Preachers publié le 7 juillet 2014 par Columbia Records.

## Liste des chansons
| No  | Titre                                               | Durée |
| --- | --------------------------------------------------- | ----- |
| 1.  | Futurology                                          | 3:05  |
| 2.  | Walk Me to the Bridge                               | 3:14  |
| 3.  | Let's Go to War                                     | 2:58  |
| 4.  | The Next Jet to Leave Moscow (avec Cian Ciaran)     | 3:23  |
| 5.  | Europa Geht Durch Mich (avec Nina Hoss)             | 3:24  |
| 6.  | Divine Youth (avec Georgia Ruth)                    | 3:22  |
| 7.  | Sex, Power, Love and Money                          | 3:14  |
| 8.  | Dreaming a City (Hughesovka)                        | 4:40  |
| 9.  | Black Square                                        | 4:07  |
| 10. | Between the Clock and the Bed (avec Green Gartside) | 3:35  |
| 11. | Misguided Missile                                   | 4:19  |
| 12. | The View from Stow Hill                             | 4:08  |
| 13. | Mayakovsky                                          | 3:38  |